# Haina (Kloster)
Haina (Kloster) è un comune tedesco di 3 409 abitanti, situato nel Land dell'Assia.